# Mesostenus gracilis
Mesostenus gracilis là một loài tò vò trong họ Ichneumonidae.